# Brodawnik szary
Brodawnik szary Leontodon incanus (L.) Schrank – gatunek rośliny należący do rodziny astrowatych. Występuje w Tatrach i Pieninach. W Polsce przebiega północno-wschodnia granica występowania gatunku.

## Morfologia

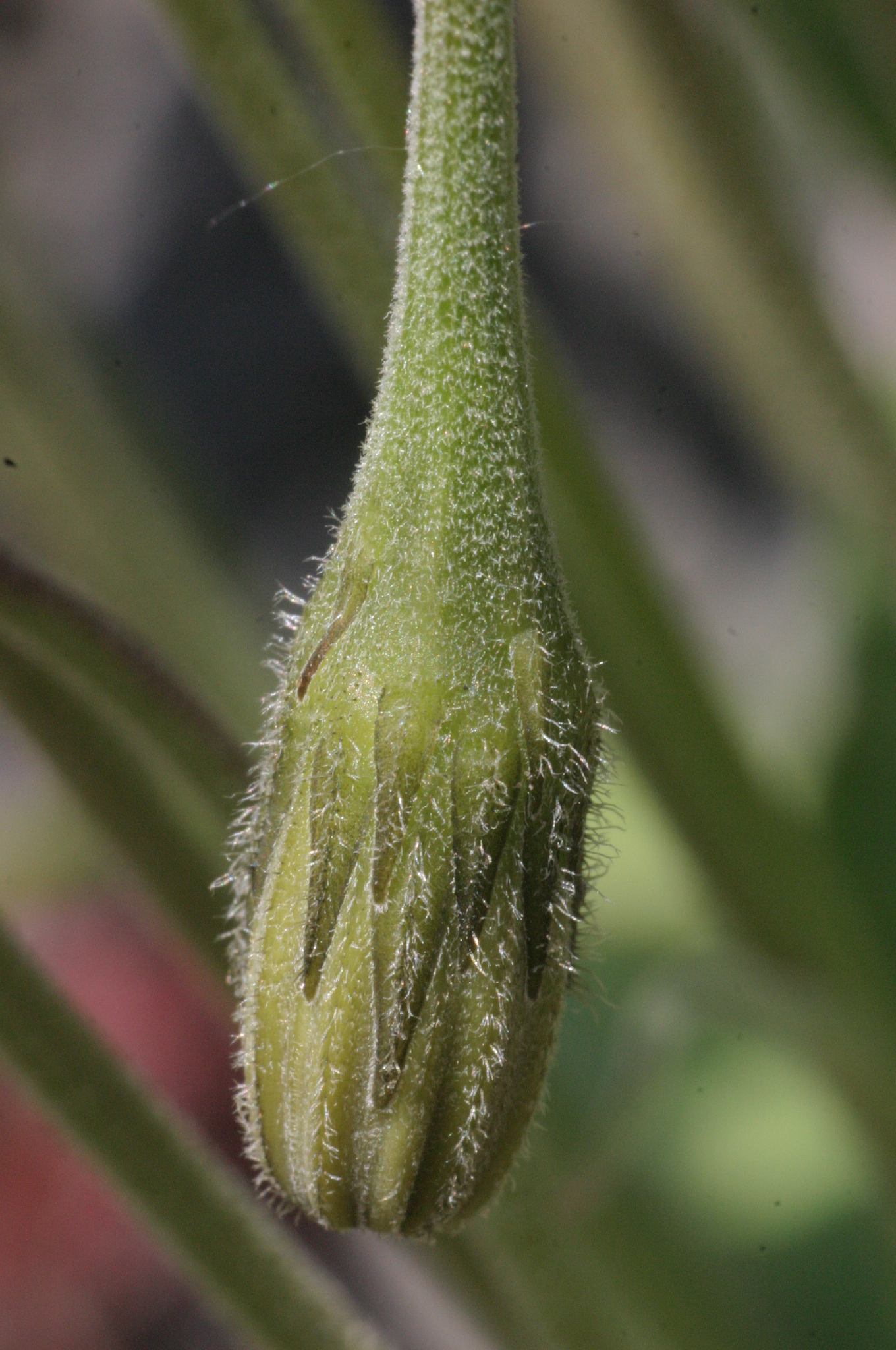
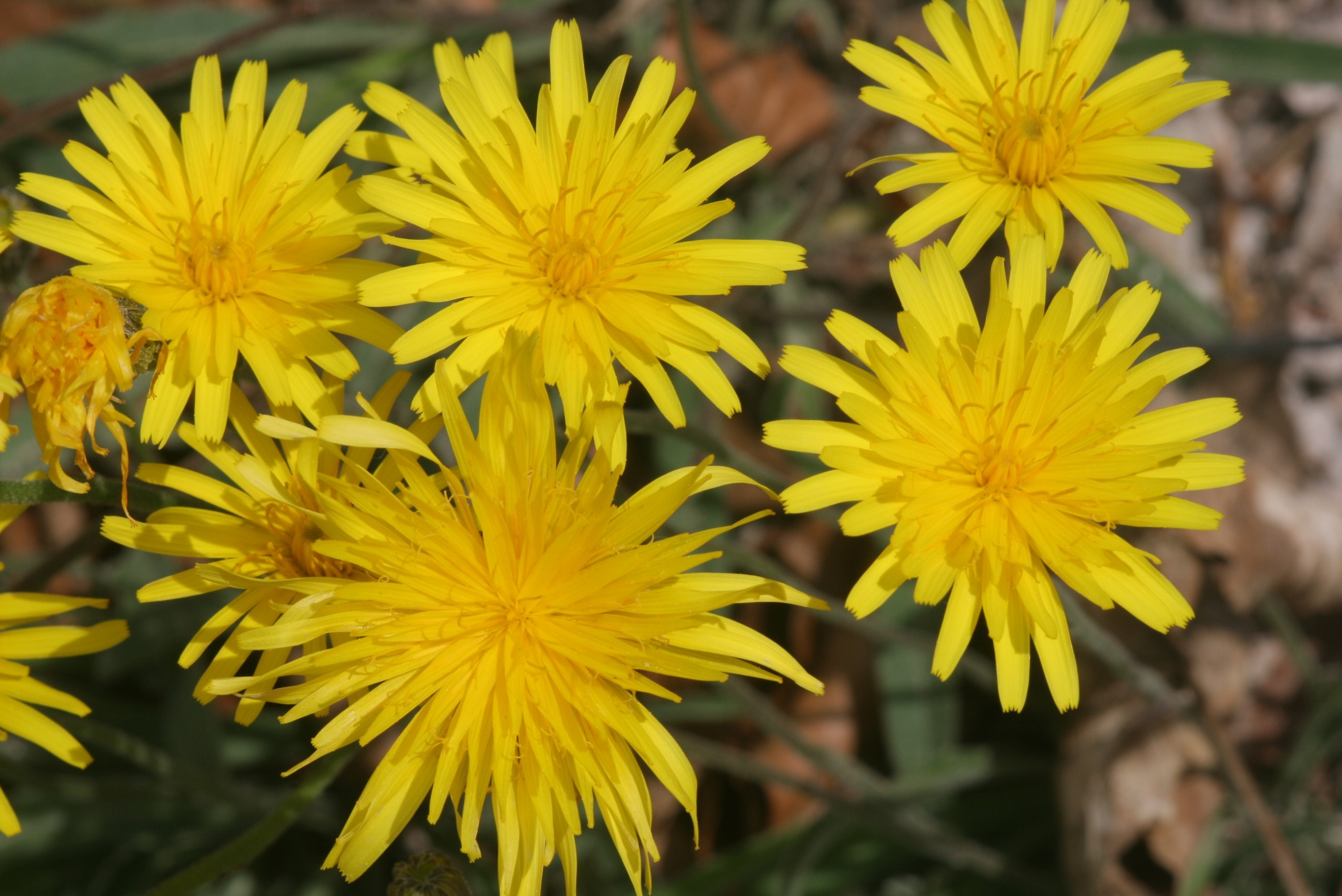
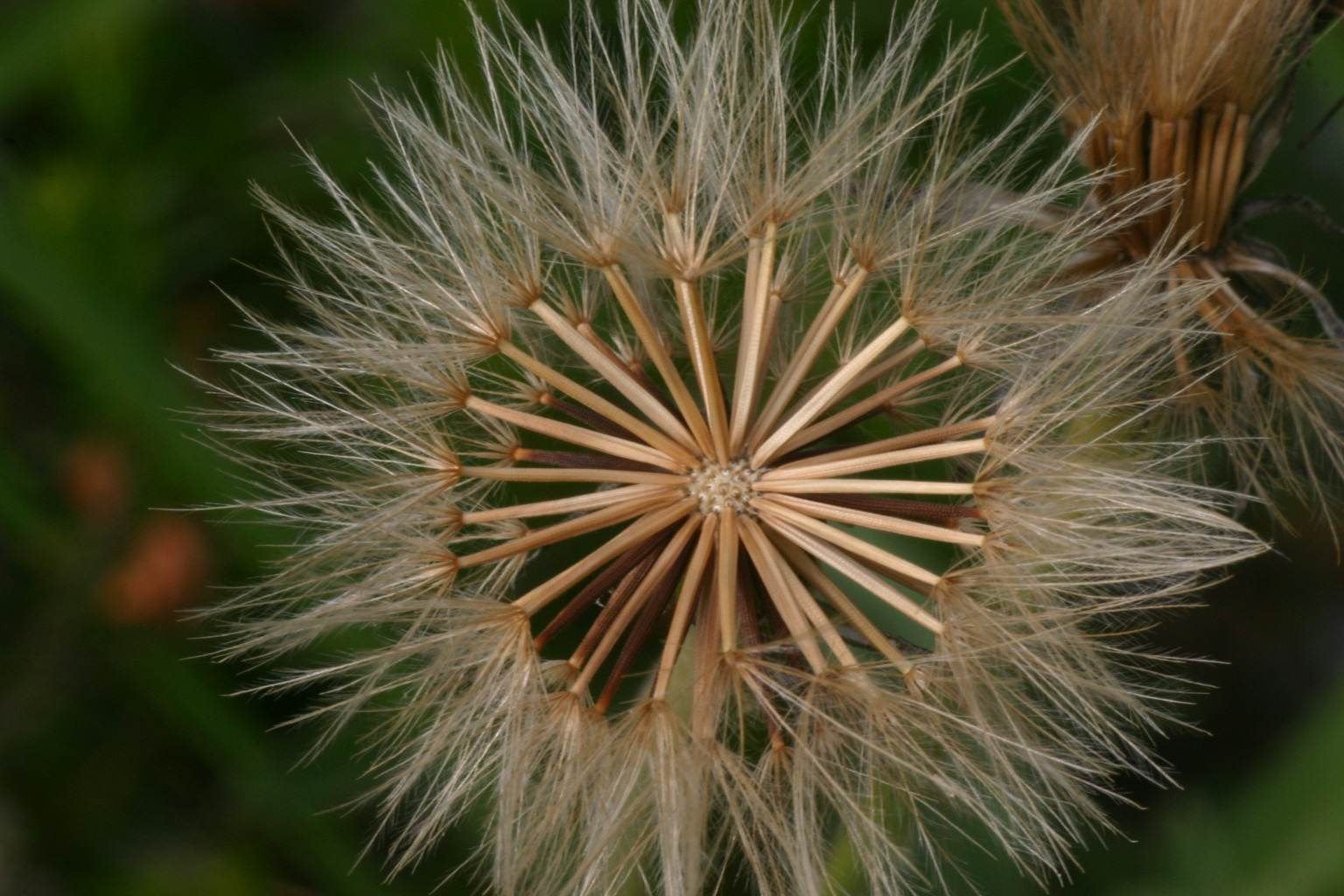

ŁodygaOsiąga wysokość do 30 cm. Pokryta kutnerowatymi włoskami, co nadaje jej szare zabarwienie. Pod ziemią roślina posiada kłącze.
LiścieWydłużone, lancetowate, najczęściej całobrzegie, szare ze względu na owłosienie. Włoski są przeważnie 3-6 promieniowe.
KwiatyKoszyczki kwiatowe żółte, stosunkowo duże, osadzone pojedynczo na szczycie łodyg.
OwoceDługości do 12 mm, z puchem kielichowym. w górnej części pokryte są, widocznymi tylko przez silna lupę białawymi szczecinkami.

## Biologia i ekologia
Bylina. Kwitnie od maja do lipca. Siedlisko: wapienne skały. W klasyfikacji zbiorowisk roślinnych gatunek charakterystyczny dla Ass. Carici sempervirentis-Festucetum.